# Bolaji Ogunmola
Pour les articles homonymes, voir Ogunmola.
 (juin 2024).
La mise en forme du texte ne suit pas les recommandations de Wikipédia : il faut le « wikifier ».
Les points d'amélioration suivants sont les cas les plus fréquents :
- Les titres sont pré-formatés par le logiciel. Ils ne sont ni en capitales, ni en gras.
- Le texte ne doit pas être écrit en capitales (les noms de famille non plus), ni en gras, ni en italique, ni en « petit »…
- Le gras n'est utilisé que pour surligner le titre de l'article dans l'introduction, une seule fois.
- L'italique est rarement utilisé : mots en langue étrangère, titres d'œuvres, noms de bateaux, etc.
- Les citations ne sont pas en italique mais en corps de texte normal. Elles sont entourées par des guillemets français : « et ».
- Les listes à puces sont à éviter, des paragraphes rédigés étant largement préférés. Les tableaux sont à réserver à la présentation de données structurées (résultats, etc.).
- Les appels de note de bas de page (petits chiffres en exposant, introduits par l'outil «  Source ») sont à placer entre la fin de phrase et le point final[comme ça].
- Les liens internes (vers d'autres articles de Wikipédia) sont à choisir avec parcimonie. Créez des liens vers des articles approfondissant le sujet. Les termes génériques sans rapport avec le sujet sont à éviter, ainsi que les répétitions de liens vers un même terme.
- Les liens externes sont à placer uniquement dans une section « Liens externes », à la fin de l'article. Ces liens sont à choisir avec parcimonie suivant les règles définies. Si un lien sert de source à l'article, son insertion dans le texte est à faire par les notes de bas de page.
- La présentation des références doit suivre les conventions bibliographiques. Il est recommandé d'utiliser les modèles {{Ouvrage}}, {{Chapitre}}, {{Article}}, {{Lien web}} et/ou {{Bibliographie}}. Le mode d'édition visuel peut mettre en forme automatiquement les références.
- Insérer une infobox (cadre d'informations à droite) n'est pas obligatoire pour parachever la mise en page.

Pour une aide détaillée, merci de consulter Aide:Wikification.
Si vous pensez que ces points ont été résolus, vous pouvez retirer ce bandeau et améliorer la mise en forme d'un autre article.
Bolaji Ogunmola  est une actrice nigériane.

## Biographie

### Vie personnelle et éducation
Bolaji Ogunmola fait ses études primaires à la Philomena Nursery and Primary School à Ebute Metta, avant d'aller à Ibadan pour ses études secondaires. Elle étudie la gestion d'entreprise et l'entrepreneuriat à la National Open University of Nigeria et est également diplômée de l'université d'Ilorin. Elle suit une formation professionnelle d'actrice à la Royal Arts Academy. S'exprimant à Vanguard sur son statut relationnel, Ogunmola déclare : « Je suis célibataire mais je ne suis pas à la recherche d'un partenaire. Je suis indépendante et je travaille dur pour gagner de l'argent ». Elle déclare également que l'argent était un ingrédient essentiel dans une relation réussie. Dans une interview de 2016, elle déclare que même si elle est plus attirée par les hommes à la peau claire, elle n'encourage pas le blanchiment sous quelque forme que ce soit.

### Carrière
Bolaji Ogunmola participe à l'émission de téléréalité Next Movie Star en 2013. Son rôle dans Okon goes to School est cité comme le premier film dans lequel elle est apparue professionnellement.
Sur le fait qu'on lui confie des rôles en raison de son physique plutôt que de ses talents d'actrice, elle explique que sa silhouette féminine, son langage corporel, son mouvement charismatique et ses talents d'actrice étaient tous des sous-ensembles de l'être universel, et que si l'un d'entre eux est considéré comme plus prononcé que l'autre, cela ne la rend pas moins précieuse en tant qu'actrice. [Pour son rôle dans Mystic de Sobi, elle est classée parmi les cinq actrices les plus prometteuses de Nollywood par The News Guru. Dans un entretien avec The Punch, elle décrit son double rôle d'Aida/Mystic dans le film comme le plus difficile de sa carrière. Elle cite également Biodun Stephen, Mo Abudu et Oprah Winfrey parmi les personnes qu'elle admire dans le domaine du cinéma.
Elle obtient deux nominations aux City People Movie Awards 2018, et estime qu'elle se concentre davantage sur son métier que sur la célébrité.

## Filmographie sélectionnée
- Tough Love (2017) dans le rôle de Monike
- Sobi's Mystic (2017) dans le rôle de Aida
- All Shades of Wrong[8] (2018) dans le rôle de Mo
- Okon Goes to School (2012)
- Tempted[1] (2017) dans le rôle de Amanda
- Outcast[1]
- Out of Luck[1] (2015)
- On Bended Knees[9]
- Squatters (season 1)[9]
- Lekki Wives (season 1)[9] dans le rôle de Jane
- Jenifa's Diary (season 1)[9]
- Living Next to You[9]
- Progressive Tailors Club (2021) dans le rôle de Bisi
- A Simple Lie (2021)
- Ajosépo

## Récompenses et nominations
| Année | Récompense               | Catégorie                     | Resultat | Ref    |
| ----- | ------------------------ | ----------------------------- | -------- | ------ |
| 2020  | Best of Nollywood Awards | Révélation de l'année (femme) | Lauréat  | [ 10 ] |